# Đorđe Simić

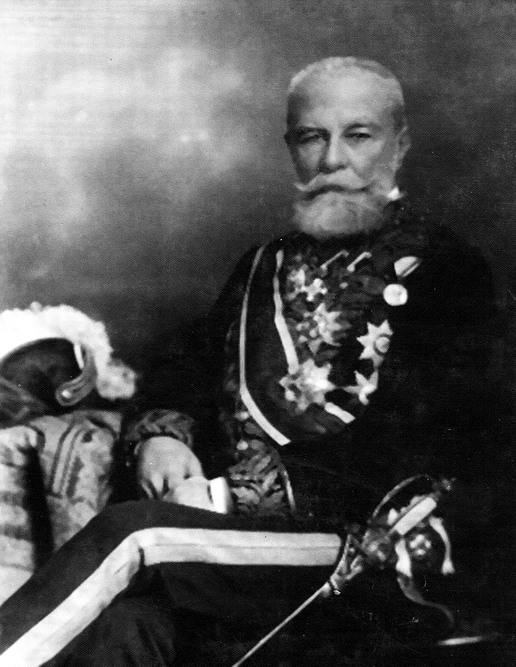
Đorđe Simić

Đorđe Simić (serbisch-kyrillisch Ђорђе Симић; * 28. Februar 1843 in Belgrad; † 11. Oktober 1921 in Zemun) war ein serbischer Politiker und Diplomat. Er war zweimal Ministerpräsident des Königreichs Serbien.

## Laufbahn
Đorđe Simić war der Sohn von Stojan Simić und der Neffe von Aleksa Simić, beide serbische Politiker. Nach dem Abitur in Belgrad studierte er in Berlin, Heidelberg und Paris.
Er wurde als Beamter im serbischen Außenministerium angestellt und war von 1867 bis 1882 Leiter der politischen Abteilung. Von 1882 bis 1884 war er Generalkonsul in Sofia, von 1887 bis 1890 serbischer Gesandter in St. Petersburg und von 1890 bis 1894 serbischer Gesandter in Wien.
Đorđe S. Simić war vom 12. Januar bis zum 21. März 1894 zum ersten Mal Ministerpräsident Serbiens. Die Regierung geriet schnell in eine Krise und stürzte, weil König Aleksandar I. vom Kabinett Simić verlangte, die Radikale Volkspartei zu bekämpfen, was Simić und einige andere Minister ablehnten.
Von 1894 bis 1896 war Simić erneut serbischer Gesandter in Wien. Vom 17. Dezember 1896 bis zum 11. Oktober 1897 war er zum zweiten Mal Ministerpräsident (und auch Außenminister). Diese Regierung setzte sich aus unabhängigen Politikern und Mitglieder der Radikalen zusammen. Außenpolitisch sah er sich mit der Mazedonischen Frage konfrontiert. Serbien erhielt das Recht, Schulen in serbischer Sprache einzurichten, und ein serbischer Bischof wurde vorübergehend in Skopje eingesetzt. Innenpolitisch verbesserte seine Regierung die Staatsfinanzen und rüstete nach dem Türkisch-Griechischen Krieg auf.
Im Jahr 1900 wurde Simić zum serbischen Botschafter in Rom ernannt, 1901 war er Senator und Präsident des Staatsrats, von 1903 bis 1906 Botschafter in Istanbul und von 1906 bis 1912 erneut in Wien.
Simić gehörte zu den Gründern des Roten Kreuzes in Serbien und war dessen langjähriger Präsident.
Simić war 1867 mit Prinzessin Jelena von Serbien (1846– 1867) verheiratet, der Tochter von Fürst Aleksandar Karađorđević.
Đorđe S. Simić übersetzte 1883 Principes de Politique Applicable a Tous Les Gouvernements, das Hauptwerk von Benjamin Constant, das von den Abgeordneten der Radikalen Volkspartei als Referenzwerk betrachtet wurde.